# Louis C. Latham

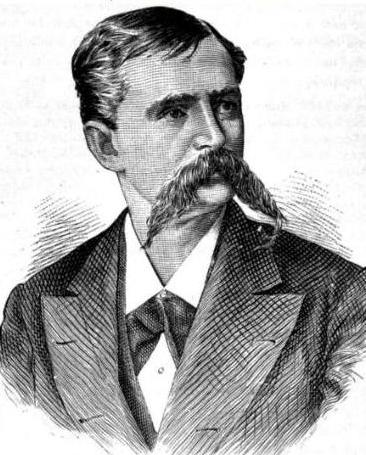
Louis C. Latham

Louis Charles Latham (* 11. September 1840 in Plymouth, Washington County, North Carolina; † 16. Oktober 1895 in Baltimore, Maryland) war ein US-amerikanischer Politiker. Zwischen 1881 und 1883 sowie von 1887 bis 1889 vertrat er den Bundesstaat North Carolina im US-Repräsentantenhaus.

## Werdegang
Louis Latham besuchte zunächst private Schulen und studierte dann bis 1859 an der University of North Carolina in Chapel Hill. Danach schrieb er sich für ein Jurastudium an der Harvard University ein, das er aber wegen des Ausbruchs des Bürgerkrieges unterbrach. Während dieses Krieges war Louis Latham Hauptmann und später Major im Heer der Konföderation. Nach dem Krieg setzte er sein Jurastudium fort und nach seiner 1868 erfolgten Zulassung als Rechtsanwalt begann er in seiner Geburtsstadt Plymouth in diesem Beruf zu arbeiten.
Politisch war Latham Mitglied der Demokratischen Partei. 1864 wurde er in das Repräsentantenhaus von North Carolina gewählt; im Jahr 1870 saß er im Staatssenat. Bei den Kongresswahlen des Jahres 1880 wurde er im ersten Wahlbezirk von North Carolina in das US-Repräsentantenhaus in Washington, D.C. gewählt, wo er am 4. März 1881 die Nachfolge von Jesse Johnson Yeates antrat. Da er im Jahr 1882 nicht bestätigt wurde, konnte er bis zum 3. März 1883 zunächst nur eine Legislaturperiode im Kongress absolvieren.
In der Folge praktizierte Latham wieder als Anwalt. Bei den Wahlen des Jahres 1886 wurde er erneut im ersten Distrikt seines Staates in den Kongress gewählt, wo er am 4. März 1887 Thomas Gregory Skinner ablöste. Da er im Jahr 1888 erneut die Wiederwahl verfehlte, konnte er auch dieses Mal nur eine Amtszeit im US-Repräsentantenhaus verbringen. Diese endete am 3. März 1889. Anschließend arbeitete Louis Latham in Greenville als Rechtsanwalt. Er starb am 16. Oktober 1895 im Krankenhaus der Johns Hopkins University in Baltimore.